# Guitín (Talmud)

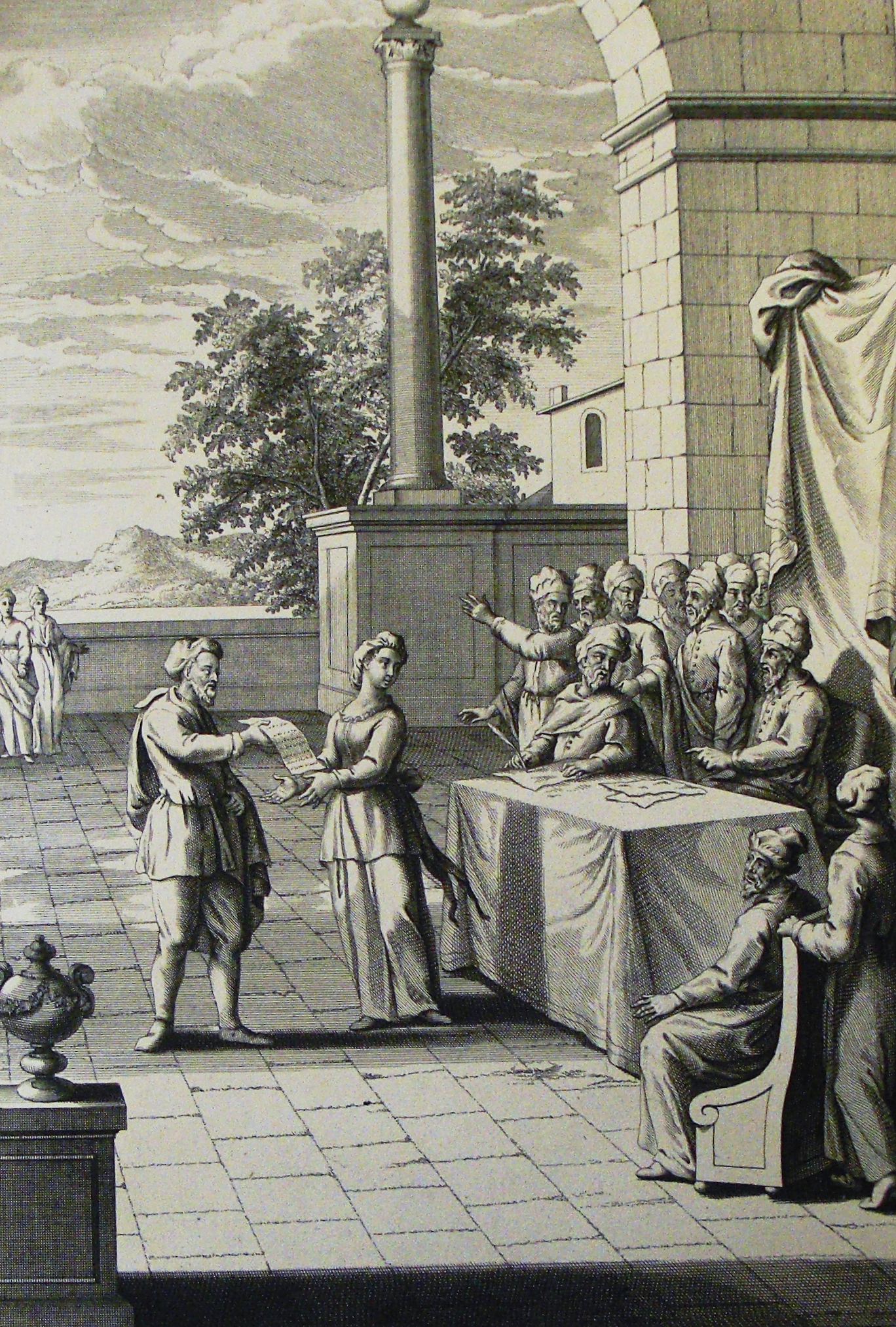
Conceder el divorcio ante un tribunal

Guitín (en hebreo: גיטין) es un tratado del orden de Nashim de la Mishná y el Talmud. La palabra get (en hebreo: גט) es una palabra del acadio y generalmente se refiere a un documento escrito.

## Contenido del tratado
El contenido del tratado habla esencialmente sobre las disposiciones legales relativas al documento del divorcio. Las siguientes cuestiones se tratan en detalle. El tratado contiene una serie de otras disposiciones sociales que sólo están vagamente relacionadas con el tema actual del tratado, pero que ofrecen numerosas referencias históricas relacionadas con la época del levantamiento judío. Las posibles razones para llevar a cabo un divorcio sólo se explican a lo largo del último capítulo. La escuela de Shammai tenía la regla de que los esposos no debían divorciarse, mientras que la escuela de Hilel admitía la posibilidad de un divorcio. Otros relatos e historias, se pueden encontrar en la Tosefta, así como en la Guemará de la Tierra de Israel (Eretz Israel), y en el Talmud de Babilonia.